# Grand Prix-wegrace van Finland 1969
De Grand Prix-wegrace van Finland 1969 was de negende Grand Prix van wereldkampioenschap wegrace voor motorfietsen in het seizoen 1969. De races werden verreden op 3 augustus 1969 op het Circuit van Imatra, een stratencircuit in het oosten van de stad Imatra. De 50cc-klasse kwam niet aan de start. De wereldtitels in de 125cc-klasse, de 350cc-klasse en de 500cc-klasse waren al beslist.

## Algemeen
In tegenstelling tot voorgaande jaren werd de Finse Grand Prix nu met mooi weer verreden. De organisatie was van plan om de zijspanrace midden in het programma tussen de 250cc-race en de 500cc-race te plaatsen, maar de coureurs dienden een groot aantal verzoeken in om dit niet te doen vanwege de grote hoeveelheid glad rubber die de zijspancombinaties achter lieten. Dat werd uiteindelijk door de FIM-jury gehonoreerd. Tijdens deze Grand Prix sneuvelden de ronderecords in vier van de vijf klassen. Alleen het record van Phil Read in de 125cc-klasse bleef staan.

## 500cc-klasse
In Finland bleef Giacomo Agostini een tijdje achter Keith Turner (LinTo) hangen, maar toen diens primaire aandrijving brak gaf Agostini gas. Paul Smart (Seeley) kwam nu op de tweede plaats, zonder stofbril, want daarvan was het bandje gebroken. De LinTo's hadden genoeg problemen, want Smart werd bijna ingehaald door Maurice Hawthorne toen diens LinTo het begaf (olielekkage) en nog twee andere LinTo's, van John Dodds (gebroken tuimelaar) en Jack Findlay (versnellingsbak) gaven het ongeveer tegelijkertijd op. Smart kwam ook niet ver, hij viel uit door een gebroken krukpen. Door al die uitvallers werd Billie Nelson (Paton) uiteindelijk tweede en Godfrey Nash (Norton) derde.
| Pos | Coureur          | Merk          | Tijd      | Punten |
| --- | ---------------- | ------------- | --------- | ------ |
| 1   | Giacomo Agostini | MV Agusta     | 57"51'9   | 15     |
| 2   | Billie Nelson    | Paton         | +1 ronde  | 12     |
| 3   | Godfrey Nash     | Norton        | +1 ronde  | 10     |
| 4   | Hannu Kuparinen  | Matchless     | +2 ronden | 8      |
| 5   | Lewis Young      | Matchless     | +2 ronden | 6      |
| 6   | Pentti Lehtelä   | Matchless     | +2 ronden | 5      |
| 7   | Terry Dennehy    | Drixton-Honda | +2 ronden | 4      |
| 8   | Steve Ellis      | LinTo         | +2 ronden | 3      |
| 9   | Osmo Hansen      | Matchless     | +2 ronden | 2      |
| 10  | Wolfgang Stropek | MV Agusta     | +3 ronden | 1      |
| 11  | Per Aake Dahl    | Kawasaki      | +3 ronden |        |

| Coureur           | Merk             | Oorzaak              |
| ----------------- | ---------------- | -------------------- |
| Karl Auer         | Matchless        |                      |
| Jack Findlay      | LinTo            | Versnellingsbak      |
| John Dodds        | LinTo            | Tuimelaar            |
| Gyula Marsovszky  | LinTo            |                      |
| Karl Hoppe        | Seeley-URS       |                      |
| Dan Shorey        | Seeley-Matchless |                      |
| Maurice Hawthorne | LinTo            | Olieliekkage         |
| Paul Smart        | Seeley-Matchless | Krukas               |
| Phil O'Brien      | Matchless        |                      |
| Keith Turner      | LinTo            | Primaire aandrijving |
| Billy Andersson   | Monark           |                      |
| Bosse Granath     | Husqvarna        |                      |
| Jack Lindh        | Seeley-Matchless |                      |

| Coureur             | Merk                    | Oorzaak |
| ------------------- | ----------------------- | ------- |
| Werner Bergold      | McIntyre-Matchless      |         |
| Kel Carruthers      | Aermacchi               |         |
| Ross Hannan         | Norton                  |         |
| Gilbert Argo        | Matchless               |         |
| Bohumil Staša       | ČZ                      |         |
| Günter Fischer      | Matchless               |         |
| Paul Eickelberg     | Norton                  |         |
| Walter Scheimann    | Norton                  |         |
| André-Luc Appietto  | Paton                   |         |
| Alan Barnett        | Kirby-Métisse-Matchless |         |
| Alan Lawton         | Norton                  |         |
| Barry Scully        | Norton                  |         |
| Brian Steenson      | Seeley-Matchless        |         |
| Derek Woodman       | Seeley-Matchless        |         |
| John Trevor Findlay | Norton                  |         |
| John Williams       | Métisse-Matchless       |         |
| Malcolm Uphill      | Norton                  |         |
| Percy Tait          | Triumph                 |         |
| Peter Darvil        | Norton                  |         |
| Peter Williams      | Matchless               |         |
| Rob Fitton          | Norton                  |         |
| Ron Chandler        | Seeley-Matchless        |         |
| Selwyn Griffiths    | Matchless               |         |
| Steve Jolly         | Seeley-Matchless        |         |
| Steve Spencer       | Métisse-Matchless       |         |
| Tom Dickie          | Kuhn-Seeley-Matchless   |         |
| Alberto Pagani      | LinTo                   |         |
| Angelo Bergamonti   | Paton                   |         |
| Emanuele Maugliani  | Norton                  |         |
| Franco Trabalzini   | Paton                   |         |
| Gilberto Milani     | Aermacchi               |         |
| Paolo Campanelli    | Seeley-Matchless        |         |
| Silvano Bertarelli  | Paton                   |         |
| Theo Louwes         | Norton                  |         |
| Ginger Molloy       | Bultaco                 |         |
| Endel Kiisa         | Vostok                  |         |

### Top tien tussenstand 500cc-klasse
(Punten (tussen haakjes) zijn inclusief streepresultaten)
| Pos | Coureur           | Merk                     | Ptn       |                |
| --- | ----------------- | ------------------------ | --------- | -------------- |
| 1   | Giacomo Agostini  | MV Agusta                | 105 (135) | Wereldkampioen |
| 2   | Gyula Marsovszky  | LinTo                    | 43        |                |
| 3   | Billie Nelson     | Paton                    | 42        |                |
| 4   | Alan Barnett      | Kirby-Métisse-Matchless  | 32        |                |
| 5   | Godfrey Nash      | Norton                   | 30        |                |
| 6   | Jack Findlay      | LinTo / Matchless        | 16        |                |
| 6   | Steve Ellis       | LinTo                    | 16        |                |
| 8   | Ron Chandler      | Seeley-Matchless         | 15        |                |
| 9   | Karl Auer         | Matchless                | 13        |                |
| 10  | Angelo Bergamonti | Paton                    | 12        |                |
| 10  | Karl Hoppe        | Métisse-URS / Seeley-URS | 12        |                |
| 10  | Gilberto Milani   | Aermacchi                | 12        |                |
| 10  | Peter Williams    | Matchless                | 12        |                |
| 10  | Percy Tait        | Triumph                  | 12        |                |

## 350cc-klasse
In Imatra ging Giacomo Agostini rustig van start en hij reed enkele ronden achter Rodney Gould. Toen hij de leiding overnam kon Gould hem nog drie ronden lang volgen, maar toen draaide Agostini het gas definitief open en liep weg. Giuseppe Visenzi (Yamaha) werd na een gevecht tegen Heinz Rosner derde. Jack Findlay had de strijd om de Jawa viercilinder kennelijk gewonnen, want 16 dagen na zijn sleutelbeenbreuk werd hij zevende met die machine.
| Pos | Coureur             | Merk              | Tijd              | Punten |
| --- | ------------------- | ----------------- | ----------------- | ------ |
| 1   | Giacomo Agostini    | MV Agusta         | 57"57'6           | 15     |
| 2   | Rodney Gould        | Yamaha            | +1"52'6           | 12     |
| 3   | Giuseppe Visenzi    | Yamaha            | +2"03'0           | 10     |
| 4   | Heinz Rosner        | MZ                | +2"21'7           | 8      |
| 5   | Martti Pesonen      | Yamaha            | +1 ronde          | 6      |
| 6   | Adolf Ohligschläger | Yamaha            | +1 ronde          | 5      |
| 7   | Jack Findlay        | Jawa              | +2 ronden         | 4      |
| 8   | Lewis Young         | Aermacchi         | +2 ronden         | 3      |
| 9   | Jim Curry           | Métisse-Aermacchi | Métisse-Aermacchi | 2      |
| 10  | Ivar Sauter         | Aermacchi         |                   | 1      |

| Coureur        | Merk      | Oorzaak |
| -------------- | --------- | ------- |
| Kel Carruthers | Aermacchi | Accu    |

| Coureur      | Merk | Oorzaak   |
| ------------ | ---- | --------- |
| Bill Ivy (†) | Jawa | Overleden |

| Coureur             | Merk              |
| ------------------- | ----------------- |
| Brian Smith         | Aermacchi         |
| Herbert Denzler     | Aermacchi         |
| Bohumil Staša       | ČZ                |
| František Šťastný   | Jawa              |
| Karel Bojer         | ČZ                |
| Günter Fischer      | Aermacchi         |
| Karl Hoppe          | Yamaha            |
| Walter Scheimann    | Yamaha            |
| Hannu Kuparinen     | Yamaha            |
| Bill Smith          | Honda             |
| Billie Guthrie      | Yamaha            |
| Billie McCosh       | Aermacchi         |
| Billie Nelson       | Aermacchi         |
| Brian Steenson      | Aermacchi         |
| Cecil Crawford      | Aermacchi         |
| Cliff Carr          | Yamaha            |
| Dave Degens         | Aermacchi         |
| Dave Simmonds       | Kawasaki          |
| Godfrey Nash        | Norton            |
| Jerry Lancaster     | Drixton-Aermacchi |
| John Trevor Findlay | Norton            |
| Maurice Hawthorne   | Métisse-Aermacchi |
| Mike Hatherill      | Aermacchi         |
| Phil Read           | Yamaha            |
| Rob Fitton          | Norton            |
| Roy Graham          | Aermacchi         |
| Selwyn Griffiths    | AJS               |
| Terry Grotefeld     | Yamaha            |
| Tom Dickie          | Seeley-AJS        |
| Tommy Robb          | Aermacchi         |
| Tony Rutter         | Yamaha            |
| János Drapál        | Aermacchi         |
| Bruno Spaggiari     | Ducati            |
| Gilberto Milani     | Aermacchi         |
| Silvano Bertarelli  | Aermacchi         |
| Silvio Grassetti    | Yamaha            |
| Jan Kostwinder      | Yamaha            |
| Leo Commu           | Yamaha            |
| Ginger Molloy       | Bultaco           |
| Gordon Keith        | Yamaha            |
| Marty Lunde         | Yamaha            |

### Top tien tussenstand 350cc-klasse
(Punten (tussen haakjes) zijn inclusief streepresultaten)
| Pos | Coureur          | Merk          | Ptn      |                |
| --- | ---------------- | ------------- | -------- | -------------- |
| 1   | Giacomo Agostini | MV Agusta     | 90 (105) | Wereldkampioen |
| 2   | Giuseppe Visenzi | Yamaha        | 45       |                |
| 3   | Rodney Gould     | Yamaha        | 36       |                |
| 4   | Jack Findlay     | Yamaha / Jawa | 34       |                |
| 5   | Kel Carruthers   | Aermacchi     | 29       |                |
| 6   | Heinz Rosner     | MZ            | 26       |                |
| 7   | Bill Ivy (†)     | Jawa          | 24       |                |
| 8   | Silvio Grassetti | Yamaha / Jawa | 20       |                |
| 9   | Bohumil Staša    | ČZ            | 15       |                |
| 10  | Brian Steenson   | Aermacchi     | 12       |                |

## 250cc-klasse
De 250cc-race in Imatra was erg spannend. Het was schitterend weer (voor het eerst sinds men hier in 1965 naartoe verhuisd was) en Heinz Rosner nam met zijn MZ RE 250 de leiding voor Santiago Herrero (Ossa), Renzo Pasolini (Benelli), Rodney Gould (Yamaha), Kent Andersson (Yamaha), Kel Carruthers (Benelli) en Günter Bartusch (MZ). In de tweede ronde brak Rosner's krukas. Herrero nam de leiding over tot de zevende ronde toen Pasolini de kop overnam. In de twaalfde ronde ging Andersson voorop toen hij het ronderecord verbeterde. Herrero en Pasolini vielen allebei in de veertiende ronde. Pasolini blesseerde zijn schouder en was voor de rest van seizoen uitgeschakeld. Herrero kon nog in de pit zijn stuurhelften laten repareren maar werd daardoor al op een ronde gezet. In de laatste ronde moest Gould ook door krukasproblemen stoppen waardoor de tweede plaats (achter Andersson) naar Bartusch ging, terwijl Börje Jansson (Kawasaki-Yamaha) derde werd.
| Pos | Coureur          | Merk            | Tijd     | Punten |
| --- | ---------------- | --------------- | -------- | ------ |
| 1   | Kent Andersson   | Yamaha          | 54"26'4  | 15     |
| 2   | Günter Bartusch  | MZ              | +1"03'7  | 12     |
| 3   | Börje Jansson    | Kawasaki-Yamaha | +1"22'1  | 10     |
| 4   | Kel Carruthers   | Benelli         | +1"40'9  | 8      |
| 5   | Dieter Braun     | MZ              | +2"06'2  | 6      |
| 6   | Santiago Herrero | Ossa            | +1 ronde | 5      |
| 7   | Pentti Korhonen  | Yamaha          | +1 ronde | 4      |
| 8   | Teuvo Länsivuori | Yamaha          | +1 ronde | 3      |
| 9   | Chas Mortimer    | Yamaha          |          | 2      |
| 10  | Matti Salonen    | Yamaha          |          | 1      |

| Coureur          | Merk     | Oorzaak |
| ---------------- | -------- | ------- |
| Heinz Rosner     | MZ       | Krukas  |
| Dave Simmonds    | Kawasaki |         |
| Rodney Gould     | Yamaha   | Krukas  |
| Giuseppe Visenzi | Yamaha   | Val     |
| Renzo Pasolini   | Benelli  | Val     |

| Coureur           | Merk      |
| ----------------- | --------- |
| Heinz Kriwanek    | Suzuki    |
| Eric Hinton       | Yamaha    |
| Jack Findlay      | Yamaha    |
| Gyula Marsovszky  | Yamaha    |
| František Šťastný | Jawa      |
| Karel Bojer       | ČZ        |
| Klaus Huber       | Yamaha    |
| Lothar John       | Yamaha    |
| Reinhard Scholtis | Kawasaki  |
| Siegfried Lohmann | Suzuki    |
| Toni Gruber       | Yamaha    |
| Carlos Giró       | Ossa      |
| Martti Pesonen    | Yamaha    |
| Christian Ravel   | Yamaha    |
| Jean Auréal       | Yamaha    |
| Billie Guthrie    | Yamaha    |
| Billie Nelson     | Yamaha    |
| Derek Chatterton  | Yamaha    |
| Dick Pipes        | Yamaha    |
| Frank Whiteway    | Suzuki    |
| Ian Richards      | Yamaha    |
| Jerry Lancaster   | Yamaha    |
| John Ringwood     | Yamaha    |
| Mick Chatterton   | Yamaha    |
| Phil Read         | Benelli   |
| Ray McCullough    | Yamaha    |
| Stan Woods        | Yamaha    |
| Tony Rutter       | Yamaha    |
| László Szabó      | MZ        |
| Angelo Bergamonti | Aermacchi |
| Eugenio Lazzarini | Benelli   |
| Gilberto Parlotti | Benelli   |
| Silvio Grassetti  | Yamaha    |
| Walter Villa      | Villa     |
| Keith Turner      | Aermacchi |
| Gordon Keith      | Yamaha    |

### Top tien tussenstand 250cc-klasse
(Punten (tussen haakjes) zijn inclusief streepresultaten)
| Pos | Coureur          | Merk            | Ptn     |
| --- | ---------------- | --------------- | ------- |
| 1   | Santiago Herrero | Ossa            | 82      |
| 2   | Kent Andersson   | Yamaha          | 72 (76) |
| 3   | Kel Carruthers   | Benelli         | 61      |
| 4   | Renzo Pasolini   | Benelli         | 45      |
| 5   | Rodney Gould     | Yamaha          | 44      |
| 6   | Börje Jansson    | Kawasaki-Yamaha | 29      |
| 7   | Frank Perris     | Suzuki          | 25      |
| 8   | Heinz Rosner     | MZ              | 23      |
| 9   | Lothar John      | Yamaha          | 21      |
| 10  | Dieter Braun     | MZ              | 20      |

## 125cc-klasse
In Finland ging Cees van Dongen aanvankelijk aan de leiding met zijn teamgenoot Dieter Braun achter zich en op de derde plaats Günter Bartusch met zijn MZ RE 125. Dave Simmonds lag toen nog vierde, maar in de derde ronde pakte hij al definitief de leiding. Bartusch wist de tweede plaats over te nemen en van Dongen werd slechts derde.
| Pos | Coureur           | Merk     | Tijd    | Punten |
| --- | ----------------- | -------- | ------- | ------ |
| 1   | Dave Simmonds     | Kawasaki | 47"59'8 | 15     |
| 2   | Günter Bartusch   | MZ       | +8'1    | 12     |
| 3   | Cees van Dongen   | Suzuki   | +19'0   | 10     |
| 4   | Dieter Braun      | Suzuki   | +22'9   | 8      |
| 5   | Thomas Heuschkel  | MZ       | +28'1   | 6      |
| 6   | Chas Mortimer     | Villa    |         | 5      |
| 7   | Barry Smith       | Derbi    |         | 4      |
| 8   | Jerry Lancaster   | Honda    |         | 3      |
| 9   | Seppo Kangasniemi | MZ       |         | 2      |
| 10  | Friedhelm Kohlar  | MZ       |         | 1      |
| 11  | Pertti Leinonen   | Honda    |         |        |

| Coureur               | Merk      |
| --------------------- | --------- |
| Heinz Kriwanek        | Rotax     |
| John Dodds            | Aermacchi |
| Kel Carruthers        | Aermacchi |
| Bruno Veigel          | Honda     |
| Herbert Denzler       | Honda     |
| Jean Campiche         | Honda     |
| Eberhard Mahler       | MZ        |
| Hartmut Bischoff      | MZ        |
| Heinz Rosner          | MZ        |
| Lothar John           | MZ        |
| Siegfried Lohmann     | MZ        |
| Walter Scheimann      | Villa     |
| Enrique Escuder       | Bultaco   |
| Ramón Galí            | Bultaco   |
| Daniel Crivello       | Maico     |
| Jacques Roca          | Derbi     |
| Jean Auréal           | Yamaha    |
| Jean-François Chaffin | Villa     |
| Pierre Viura          | Maico     |
| Bob Coulter           | Bultaco   |
| Carl Ward             | Honda     |
| Charles Garner        | Bultaco   |
| Gary Dickinson        | Honda     |
| Jim Curry             | Honda     |
| John Kiddie           | Honda     |
| John Shacklady        | Bultaco   |
| Steve Murray          | Honda     |
| Tom Loughridge        | Bultaco   |
| Tommy Robb            | Bultaco   |
| János Reisz           | MZ        |
| László Szabó          | MZ        |
| Francesco Villa       | Villa     |
| Giuseppe Mandolini    | Villa     |
| Silvano Bertarelli    | Aermacchi |
| Walter Villa          | Villa     |
| Jean-Louis Pasquier   | Bultaco   |
| Jan Huberts           | MZ        |
| Lous van Rijswijk jr. | Yamaha    |
| Ginger Molloy         | Bultaco   |
| Ryszard Mankiewicz    | MZ        |
| Börje Jansson         | Maico     |
| Bosse Granath         | MZ        |
| Kent Andersson        | Maico     |

### Top tien tussenstand 125cc-klasse
(Punten (tussen haakjes) zijn inclusief streepresultaten)
| Pos | Coureur          | Merk           | Ptn      |                |
| --- | ---------------- | -------------- | -------- | -------------- |
| 1   | Dave Simmonds    | Kawasaki       | 90 (117) | Wereldkampioen |
| 2   | Cees van Dongen  | Suzuki         | 51       |                |
| 3   | Dieter Braun     | Suzuki         | 44       |                |
| 4   | Kent Andersson   | Maico / Yamaha | 36       |                |
| 5   | Heinz Kriwanek   | Rotax          | 26       |                |
| 6   | Ginger Molloy    | Bultaco        | 25       |                |
| 7   | Kel Carruthers   | Aermacchi      | 20       |                |
| 8   | Friedhelm Kohlar | MZ             | 19       |                |
| 9   | Thomas Heuschkel | MZ             | 16       |                |
| 10  | Jean Auréal      | Yamaha         | 15       |                |

## Zijspanklasse
Na zijn mooie tweede plaats in de 500cc-race in Finland moest Billie Nelson zich haasten om plaats te nemen in het zijspan van Helmut Fath. Hij moest Wolfgang Kalauch vervangen, die bij een heuvelklimwedstrijd gewond was geraakt. Het gelegenheidsduo liep drie seconden per ronde uit op Klaus Enders, tot de problemen begonnen. De stelmogelijkheid voor de luchtschuif ging kapot waardoor het gas niet meer helemaal afgesloten kon worden. Daardoor werden de remmen overbelast en uiteindelijk brak een olieleiding voor de cilinderkop, waardoor ze uitvielen. Klaus Enders / Ralf Engelhardt wonnen aldus toch nog en Helmut Lünemann met invaller-bakkenist Johnny Bengtsson werd tweede. Na de Finse Grand Prix reed Helmut Fath nog een internationale race in dat land. Hierbij kreeg hij een ongeluk waarbij hij een been en enkele ribben brak. Zowel hijzelf als bakkenist Billie Nelson (gebroken enkel) waren voor de rest van het seizoen uitgeschakeld. Voor Nelson was het dubbel vervelend: aan het einde van het seizoen was hij vierde in de 500cc-klasse, maar hij kwam slechts zes punten tekort voor de tweede plaats. In de zijspanklasse stond hij merkwaardig genoeg dankzij één optreden als tweede geklasseerd.
| Pos | Coureur               | Bakkenist                  | Merk    | Tijd      | Punten |
| --- | --------------------- | -------------------------- | ------- | --------- | ------ |
| 1   | Klaus Enders          | Ralf Engelhardt            | BMW     | 48"54'5   | 15     |
| 2   | Helmut Lünemann       | Johnny Bengtsson           | BMW     | +32'5     | 12     |
| 3   | Heinz Luthringshauser | Geoff Hughes               | BMW     | +44'4     | 10     |
| 4   | Arsenius Butscher     | Josef Huber                | BMW     | +54'1     | 8      |
| 5   | Georg Auerbacher      | Hermann Hahn               | BMW     | +1"42'7   | 6      |
| 6   | Jean-Claude Castella  | Albert Castella            | CAT-BMW | +1 ronde  | 5      |
| 7   | Kenneth Calenius      | Juhani Vesterinen          | BMW     | +1 ronde  | 4      |
| 8   | Ruben Bjarnemark      | Marianne Kjellmodin-Hansen | BMW     | +1 ronde  | 3      |
| 9   | Leif Aurosell         | Jouko Ryhänen              | BMW     | +2 ronden | 2      |
| 10  | Jaakko Palomäki       | Jussi Ahlbäck              | BMW     | +2 ronden | 1      |

| Coureur           | Bakkenist       | Merk          | Oorzaak     |
| ----------------- | --------------- | ------------- | ----------- |
| Helmut Fath       | Billie Nelson   | URS           | Olielekkage |
| Siegfried Schauzu | Horst Schneider | Apfelbeck-BMW |             |

| Coureur          | Bakkenist          | Merk             |
| ---------------- | ------------------ | ---------------- |
| Hans Hänni       | Kurt Barfuss       | BMW              |
| Max Hauri        | Heinz Hausamann    | BMW              |
| Franz Linnarz    | Rudolf Kühnemund   | BMW              |
| Hermann Binding  | Helmut Fleck       | BMW              |
| Richard Wegener  | Adi Heinrichs      | BMW              |
| André Cailletet  | Jean-Paul Coquic   | BMW              |
| Joseph Duhem     | François Fernandez | BMW              |
| Bill Copson      | Dane Rowe          | BMW              |
| Dennis Keen      | Mac Witherspoon    | Triumph          |
| Dick Hawes       | John Mann          | Seeley-Matchless |
| Graham Milton    | John Thornton      | BMW              |
| Jack Philpott    | Bill Turrington    | Norton           |
| Jeff Gawley      | Frank Knights      | BSA              |
| Mick Potter      | John Fiddaman      | Triumph          |
| Norman Hanks     | Rose Arnold        | BSA              |
| Peter Kielty     | V. Sherriffs       | Triumph          |
| Stuart Applegate | Rob Appleton       | BMW              |
| Tony Harris      | Brian Harris       | Triumph          |
| Tony Wakefield   | John Flaxman       | BMW              |
| Herman Oosterloo | Karel Hermans      | BMW              |

### Top tien tussenstand zijspanklasse
(Punten (tussen haakjes) zijn inclusief streepresultaten)
| Pos | Coureur               | Bakkenist                         | Merk                | Ptn     |
| --- | --------------------- | --------------------------------- | ------------------- | ------- |
| 1   | Klaus Enders          | Ralf Engelhardt                   | BMW                 | 57      |
| 2   | Helmut Fath           | Wolfgang Kalauch en Billie Nelson | URS                 | 55      |
| 3   | Georg Auerbacher      | Hermann Hahn                      | BMW                 | 40      |
| 4   | Franz Linnarz         | Rudolf Kühnemund                  | BMW                 | 34 (40) |
| 4   | Arsenius Butscher     | Josef Huber                       | BMW                 | 34 (46) |
| 6   | Helmut Lünemann       | Neil Caddow en Johnny Bengtsson   | BMW                 | 32      |
| 7   | Siegfried Schauzu     | Horst Schneider                   | BMW / Apfelbeck-BMW | 25      |
| 8   | Heinz Luthringshauser | Geoff Hughes                      | BMW                 | 18      |
| 9   | Jean-Claude Castella  | Albert Castella                   | BMW / CAT-BMW       | 16      |
| 10  | Dick Hawes            | John Mann                         | Seeley-Matchless    | 10      |

1932 · 1948 · 1949 · 1950 · 1951 · 1952 · 1953 · 1954 · 1955 · 1956 · 1957 · 1958 · 1959 · 1960 · 1961 · 1962 · 1963 · 1964 · 1965 · 1966 · 1967 · 1968 · 1969 · 1970 · 1971 · 1972 · 1973 · 1974 · 1975 · 1976 · 1977 · 1978 · 1979 · 1980 · 1981 · 1982